# Styloptocuma antipai
Styloptocuma antipai is een zeekommasoort uit de familie van de Nannastacidae. De wetenschappelijke naam van de soort is voor het eerst geldig gepubliceerd in 1974 door Bacescu & Muradian.